# مسجد سورشجان
مسجد سورشجان مربوط به دوره قاجار است و در شهرستان شهرکرد، بخش لاران، شهر سورشجان، خیابان امام حسین واقع شده و این اثر در تاریخ ۱۲ شهریور ۱۳۸۶ با شمارهٔ ثبت ۱۹۴۷۶ به‌عنوان یکی از آثار ملی ایران به ثبت رسیده است.